# Newell (Iowa)
Pour les articles homonymes, voir Newell.
Newell est une ville du comté de Buena Vista, en Iowa, aux États-Unis. Elle est fondée en 1870, en tant que gare sur la ligne Dubuque and Sioux City Railroad et est nommée en hommage à un membre de la compagnie de chemin de fer Illinois Central Railroad. Elle est incorporée le 30 septembre 1876.

## Source de la traduction
- (en) Cet article est partiellement ou en totalité issu de l’article de Wikipédia en anglais intitulé « Newell, Iowa » (voir la liste des auteurs).